# Taleb El-Sana
Taleb El-Sana (ur. 1960 w Tel Arad) − izraelski polityk i poseł do Knesetu, Arab o beduińskich korzeniach.
Ukończył prawo na Uniwersytecie Hebrajskim w Jerozolimie i jest prawnikiem z zawodu. Jest także aktywistą wielu organizacji charytatywnych działających na Negewie.
Po raz pierwszy znalazł się w Knesecie w 1992 z listy Arabskiej Partii Demokratycznej. W piętnastym Knesecie był przewodniczącym komisji antynarkotykowej. Obecnie jest przewodniczącym frakcji parlamentarnej Zjednoczonej Listy Arabskiej (Ra’am).
El-Sana jest żonaty i ma piątkę dzieci. Mieszka w mieście Laqia na Negewie.